# Prosomicrocotyla chiri
Prosomicrocotyla chiri är en plattmaskart. Prosomicrocotyla chiri ingår i släktet Prosomicrocotyla och familjen Microcotylidae. Inga underarter finns listade i Catalogue of Life.